# 相良頼福
相良 頼福（さがら よりとみ）は、肥後国人吉藩の第4代藩主。相良氏第23代当主。

## 生涯
慶安2年（1649年）3月14日（または慶安4年（1651年））、第2代藩主相良頼寛の弟・相良長秀 (相良頼房の次男) の次男として生まれる。初名は長房。
元禄元年（1688年）、第3代藩主頼喬（頼福の従兄）が正室の於亀（頼福の姉妹）の間にもうけた頼泰、継室の月仙院との間にもうけた頼真が相次いで早世したため、元禄3年（1690年）4月に頼喬の養子となった。同年7月に将軍徳川綱吉に拝謁し、従五位下・志摩守に叙任される。
元禄16年（1703年）4月、頼喬の死去により家督を継ぐ。
宝永2年（1705年）、前年の大水害を受けて、頼福は上野国利根川、武蔵国荒川で改修普請を命じられ、同役の佐竹義格（出羽久保田藩）、松平頼昌（松平大膳家）、松平近朝（出雲広瀬藩）と共に任にあたり、この功で時服十領を賜る。
藩政においても水害の対策に追われており、財政は厳しかったが、宝永7年（1710年）4月より五木村逆瀬川赤岩谷の銅山の採掘を開始した。
正徳2年（1712年）9月16日、病気を理由に長男の長興に家督を譲り、幕府の許可を得て隠居。正徳4年（1714年）5月には剃髪して梁誠と号した。
享保5年（1720年）3月5日に死去した。享年72（または70）。

## 系譜
父母
- 父：相良長秀
- 養父：相良頼喬（1641年 - 1703年）
- 母：鎌田六左衛門の娘

兄弟姉妹
- 於亀 - 春晴院、相良頼喬正室
- 於閑 - 万江長矩室
- 庄次郎
- 於辰 - 万江長矩の養女、米良則信室

妻子
- 正室：於豊 - 養心院、板倉重種の養女、板倉重矩の娘
  - 長男：相良長興（1694年 - 1734年）
  - 次女：於長
  - 次男：相良武慶
  - 三女：於倉
  - 四男：岩次郎
  - 四女：於松
  - 六男：数馬
- 継室：於積 - 相良頼寛の娘
- 側室：渋谷氏
- 生母不明の子女
  - 長女：於満 - 片岡正満室
  - 三男：相良栄長
  - 五男：相良長浩
- 側室：西氏
  - 五男：相良長在（1703年 - 1738年）